# Juan José Martínez de Espinosa
Juan José Martínez de Espinosa (Sanlúcar de Barrameda, 1826-Madrid, 1902) fue un pintor y grabador español del círculo madrileño de pintores costumbristas del Romanticismo.

## Biografía

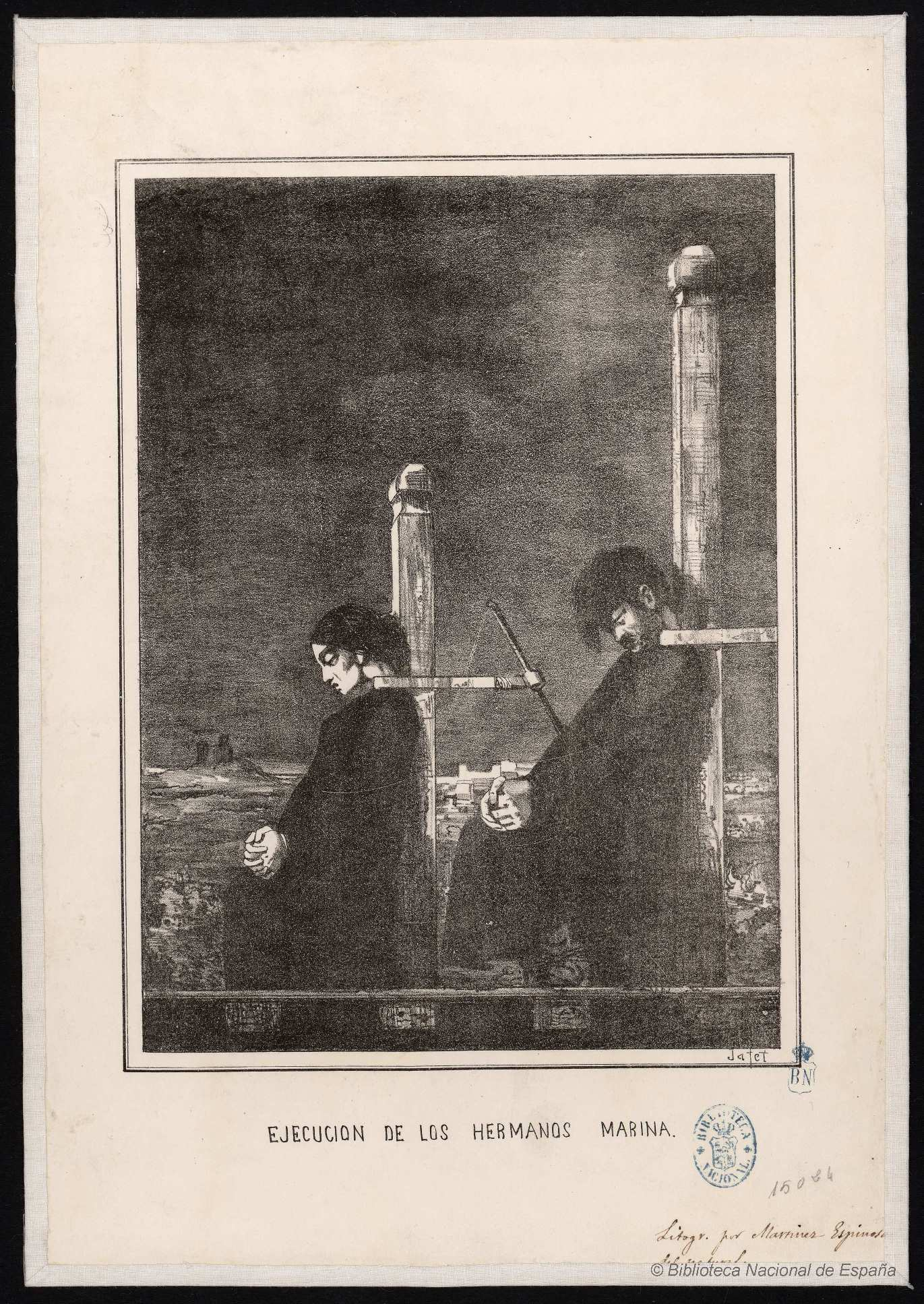
Ejecución de los hermanos Marina, litografía. Biblioteca Nacional de España. En el margen inferior derecho, manuscrito: «Litogr. por Martínez Espinosa / del natural». La ejecución de los hermanos Clara y Antonio Marina, acusados del crimen de la calle de la Montera de Madrid, del que fueron víctimas el sastre José Lafuente y Felipe Ovejero, reflejada por Martínez de Espinosa en su litografía, tuvo lugar extramuros de la Puerta de Toledo el 31 de octubre de 1849.

Inició su formación artística en Sanlúcar de Barrameda pero, dadas las aptitudes que mostraba para el arte, sus padres decidieron que continuara los estudios en la Escuela de San Fernando de Madrid, donde fue discípulo de Juan Antonio Ribera.
Participó varios años en las exposiciones nacionales de Bellas Artes, en las que en 1856 obtuvo una segunda medalla y en 1858 y 1860 mención de honor. Asimismo presentó algunos de sus lienzos a las exposiciones universales de París (1855) y Londres (1862). Está representado en el Museo del Prado con dos óleos de género diverso: el costumbrista de La Virgen del Puerto, por el que obtuvo segunda medalla en 1856, y el histórico, con El capitán Romeo muere rechazando a los franceses en la batería de la puerta del Carmen. Episodio del primer sitio de Zaragoza, mención de honor en la exposición de 1858, y varios aguafuertes de reproducción de obras de Goya, Murillo y Alonso Cano o por dibujo propio y motivo costumbrista. Fue el primer presidente del Círculo de Bellas Artes de Madrid. La Biblioteca Nacional de España guarda, por su parte, dibujos y grabados, algunos de carácter goyesco.